# Emilie Reinbeck

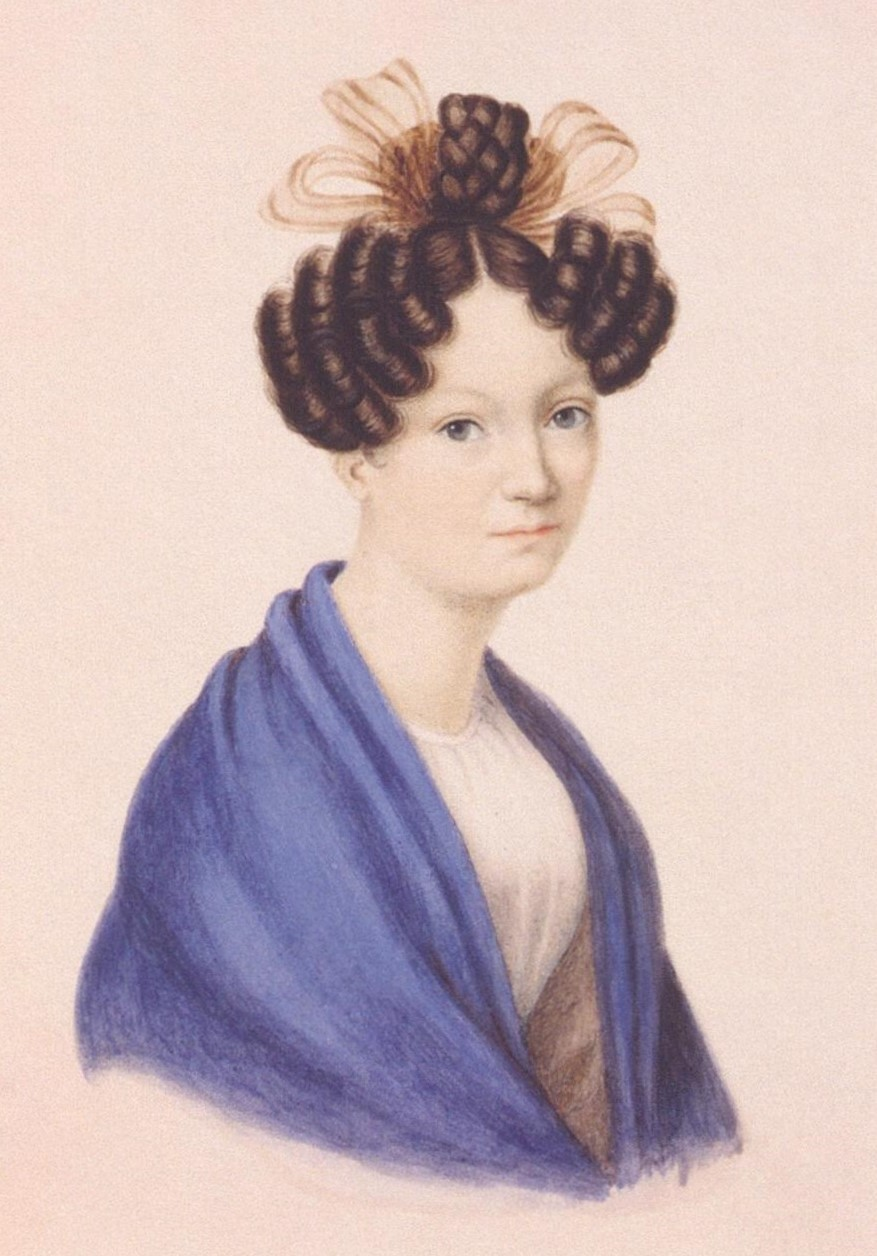
Emilie Reinbeck (März 1830), Aquarell ihrer Schwester Mariette Zöppritz

Emilie Reinbeck (* 20. Januar 1794 in Stuttgart als Emilie Hartmann; † 15. August 1846 in Stuttgart) war eine Salonnière und Landschaftsmalerin. Ihre künstlerische Laufbahn umfasste die malerische Darstellung württembergischer Landschaften in arkadischer Manier. Ihr in Stuttgart etablierter Salon war ein zentraler Treffpunkt des kulturellen Lebens und förderte den Austausch unter Schriftstellern und Künstlern der Romantik. Sie war eine enge Freundin Nikolaus Lenaus, über dessen Abgleiten in den Wahnsinn sie einen Bericht als Augenzeugin verfasste.

## Leben

### Kindheit und Jugend
Emilie Hartmanns Vater August Hartmann war Lehrer an der Hohen Karlsschule in Stuttgart, bis zu deren Auflösung 1793. Im Anschluss bekleidete er verschiedene hohe Ämter in der württembergischen Verwaltung. Ihre Mutter war Mariette Dannenberger (1766–1832), die in Venedig geborene Tochter des Hofrats und Professors der Handelswissenschaft (Johann) Heinrich Dannenberger (1728–1783). August Hartmann und Mariette Dannenberger heirateten 1792. 1794 wurde Emilie Hartmann geboren. Ihre Taufpaten waren die Romantiker Johann Heinrich Jung-Stilling und Friedrich von Matthisson. Emilie Hartmann war das älteste der vier Kinder des Ehepaars – alles Mädchen –, die das Erwachsenenalter erreichten (Julie geb. 1795, Mariette geb. 1802, Charlotte geb. 1808). Emilie und Julie wurden gemeinsam von einem Privatlehrer unterrichtet, aber auch die Schriftstellerin Therese Huber, eine Freundin Mariette Hartmanns, hatte einen erheblichen Einfluss auf ihre Ausbildung. Emilie Hartmanns Jugendfreundin war Hubers Tochter Luise.

Elfenbeinminiaturen der Familie Emilie Reinbecks von Mariette Hartmann (ab 1832 verh. Zöppritz), um 1820
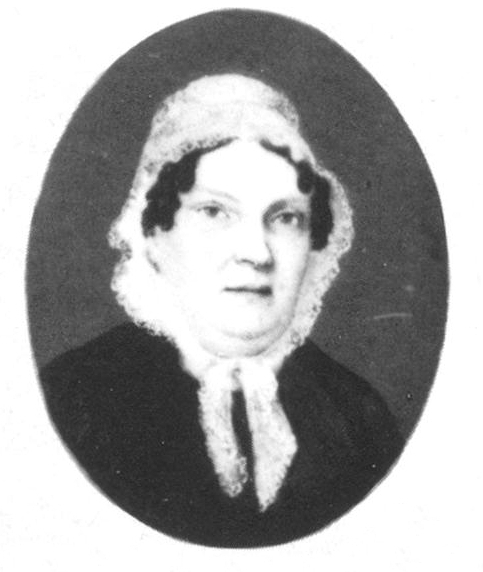
Mariette Hartmann geb. Dannenberger (Mutter)
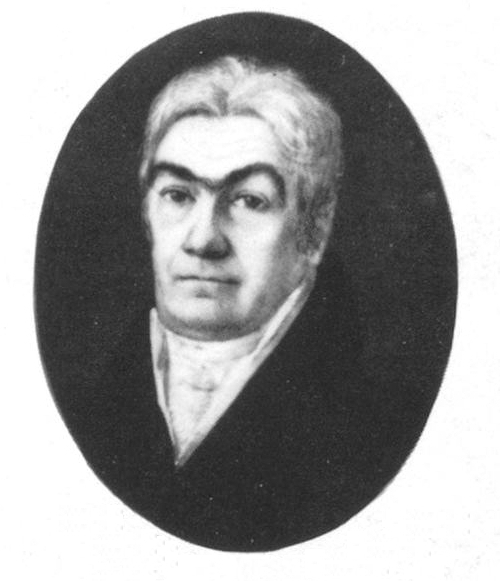
August Hartmann (Vater)
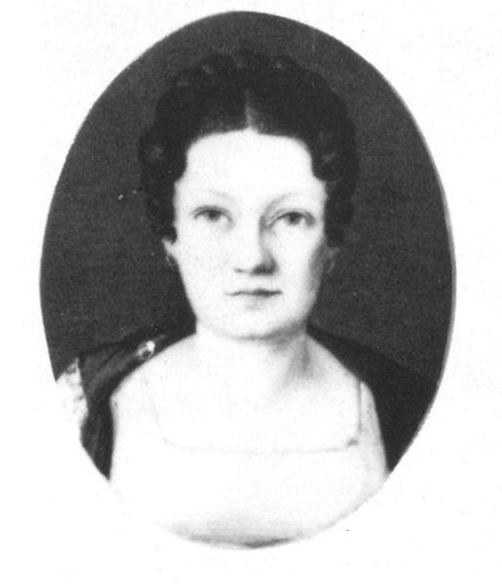
Emilie Reinbeck
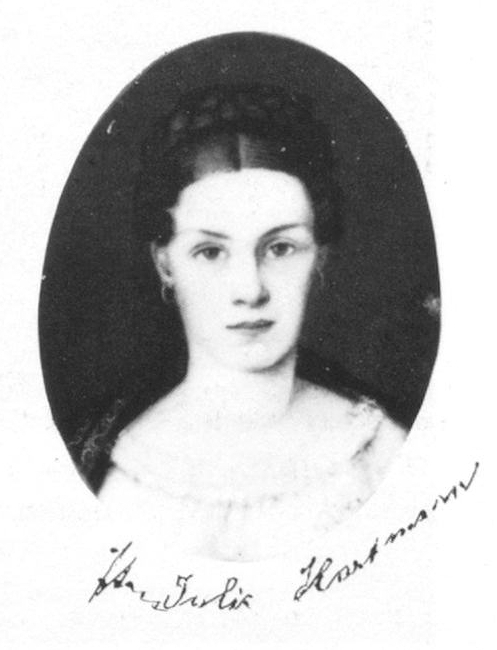
Julie Hartmann (1795–1869)
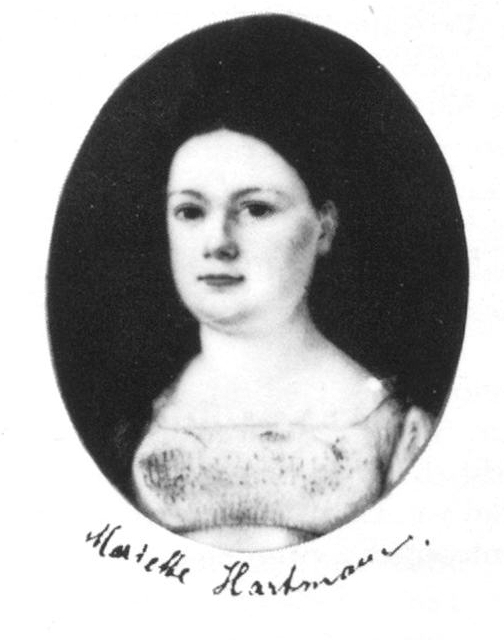
Mariette Hartmann verh. Zöppritz (1802–1874)
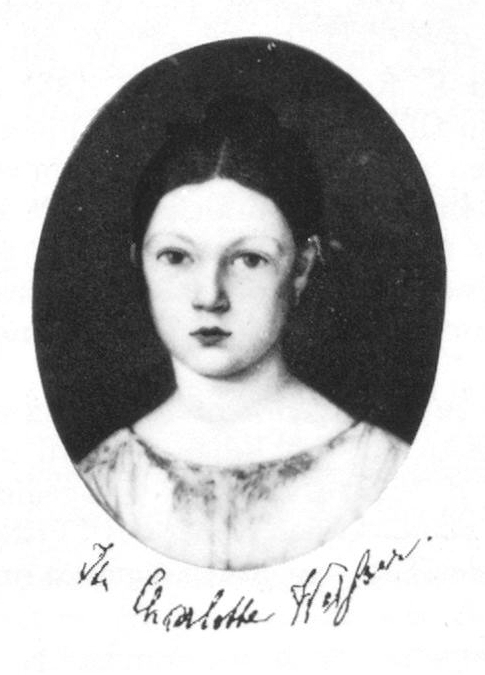
Charlotte von Weisser geb. Hartmann (1808–1871)

Das Haus der Eltern gehörte zu den „Sammelpunkten des geistigen Lebens“ in Stuttgart. Schon August Hartmanns Vater hatte Goethe bei dessen Stuttgart-Besuch 1779 die Stadt gezeigt und war mit Schillers Eltern befreundet gewesen. Das Ehepaar gehörte zu dem Lesekränzchen, das sich gemeinsam mit den Familien Wangenheim, Matthisson, Schwab und Therese Huber an den Donnerstagabenden traf.
1809 gründete der Kultusminister Karl August von Wangenheim eine auf Pestalozzis Grundprinzipien beruhende Schule, an der seine Kinder und die Kinder seiner Freunde unterrichtet wurden. Die damals 15-jährige Emilie Hartmann übernahm den Unterricht in den untersten Klassen. Sie beendete die Lehrtätigkeit, als Wangenheim die populäre Schule an einen Nachfolger übergab. Dessen Stellenangebot konnte Emilie Hartmann nicht annehmen, da damit der bisher private Charakter ihrer Tätigkeit verloren gegangen wäre, was für eine gutbürgerliche Frau in dieser Zeit nicht denkbar war.

### Heirat

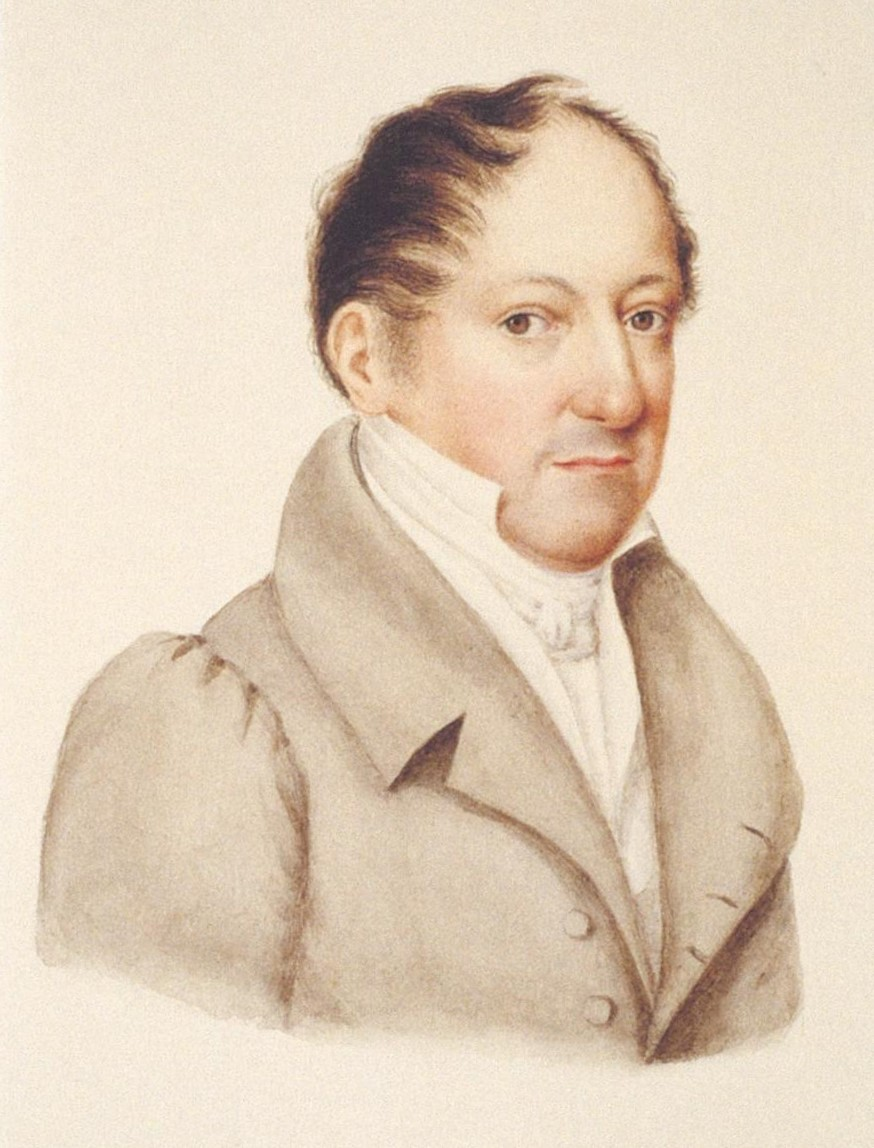
Porträt Georg Reinbecks (um 1835), Aquarell von Mariette Zöppritz

Am 7. Juni 1817 heiratete die damals 23-jährige Emilie Hartmann den 28 Jahre älteren Schriftsteller und Gymnasialprofessor Georg Reinbeck. Der aus Berlin stammende Reinbeck lebte nach Stationen in Danzig, St. Petersburg, Dresden, Weimar, Heidelberg und Mannheim seit 1808 in Stuttgart. Seit 1810 oder früher verkehrte er im Haus der Hartmanns. Seine erste Frau starb 1816. Bereits 1810 hatte Georg Reinbeck einen Karten-Almanach veröffentlicht, eine in Briefform abgefasste Erklärung des olympischen Götterhimmels, der als Adressatin eine Emilie nennt. Es wird vermutet, dass damit Emilie Reinbeck gemeint war.
Für Emilie Reinbeck war es eine Vernunftheirat, wie aus einer handschriftlichen Aufzeichnung hervorgeht (sie habe sich entschlossen „die Gefühle ihrer Jugend zu unterdrücken und ihm eine treue gute Gattin zu werden“). Ihre Jugendliebe, ihr Cousin August Mayer, war während des Studiums zum Württembergischen Heer eingezogen worden, um am Russlandfeldzug Napoleons teilzunehmen. Er war seit dem Winter 1812/13 in Moskau verschollen.
Wie Georg Reinbecks erste Ehe blieb auch diese kinderlos. 1826 bauten die Reinbecks ein Haus in der Friedrichstraße 14, das sie gemeinsam mit Emilie Reinbecks Eltern bewohnten. Die Hartmanns wohnten im Erdgeschoss, die Reinbecks im 1. Stock.

### Emilie Reinbeck als Landschaftsmalerin

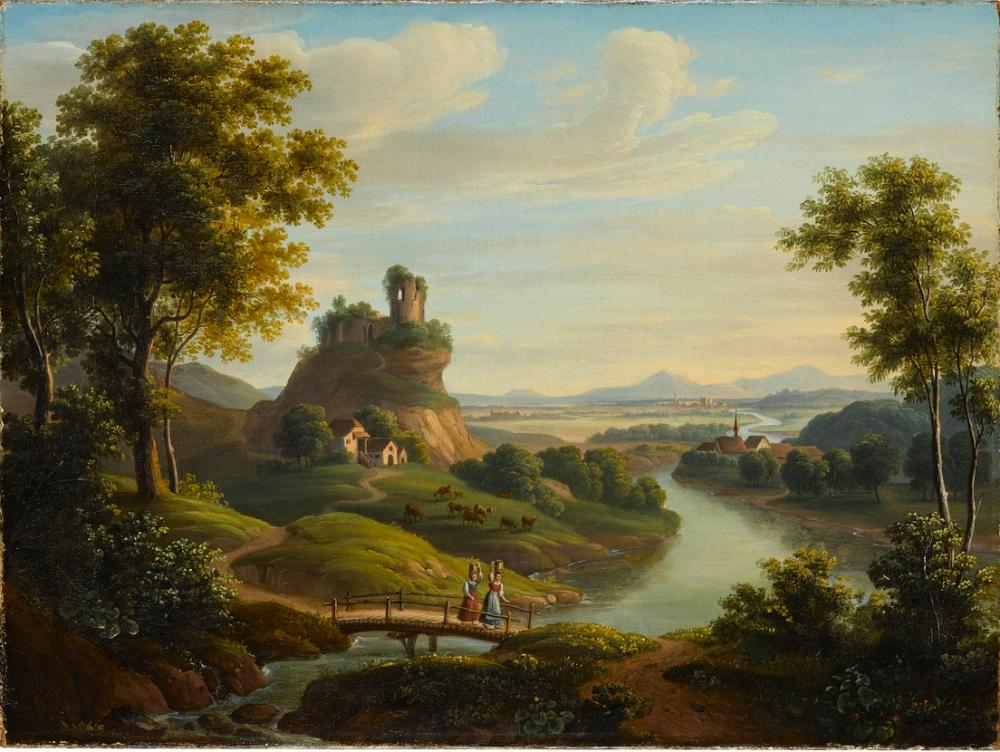
Abendlandschaft, Ölgemälde von Emilie Reinbeck (undatiert)

Eine noch vor ihrer Heirat unternommene Bildungsreise im Frühjahr 1816 in die Schweiz motivierte Emilie Hartmann, Malerin zu werden, worin sie der Historienmaler Vogel noch bestärkte. Sie wurde Schülerin des Landschaftsmalers Gottlob Friedrich Steinkopf, der ab 1821 in Stuttgart lebte. Er war Hofmaler Wilhelm I., unterrichtete an der Stuttgarter Kunstschule und wird dem Schwäbischen Klassizismus zugerechnet. 
Emilie Reinbecks Landschaftsgemälde entsprachen Steinkopfs Stil, württembergische Landschaften in arkadischer Manier darzustellen. Georg Kaspar Naglers Neues Allgemeines Künstlerlexikon von 1842 beschrieb ihre Bilder als „friedlich-idyllische Erscheinungen“. Ihr Ehemann Georg Reinbeck bewunderte ihren Farbensinn und die „Wahrheit und Frische“ der Natur in ihren Gemälden. Die Schriftstellerin Emma Niendorf lobte: „Ihre Landschaftsbilder atmen jene innige Magie, in die wir uns träumend senken. Denn die Künstlerin wußte die Stimmungen der Natur zu erlauschen und damit deren volle Poesie.“
Auch Reinbecks jüngere Schwester Mariette Zöppritz geb. Hartmann war als Malerin tätig. Die Bilder Reinbecks gehören zur romantischen Malerei ihrer Zeit und folgen den damals etablierten Konventionen. Bei Ausstellungen hatten ihre vorgestellten Bilder allerdings wenig Erfolg, weshalb sie sich bald nicht mehr an diesen beteiligte. Die Kulturjournalistin Irene Ferchl bezeichnete Reinbecks Bilder 2007 als für die Kunstgeschichte unbedeutend.

Bilder von Emilie Reinbeck
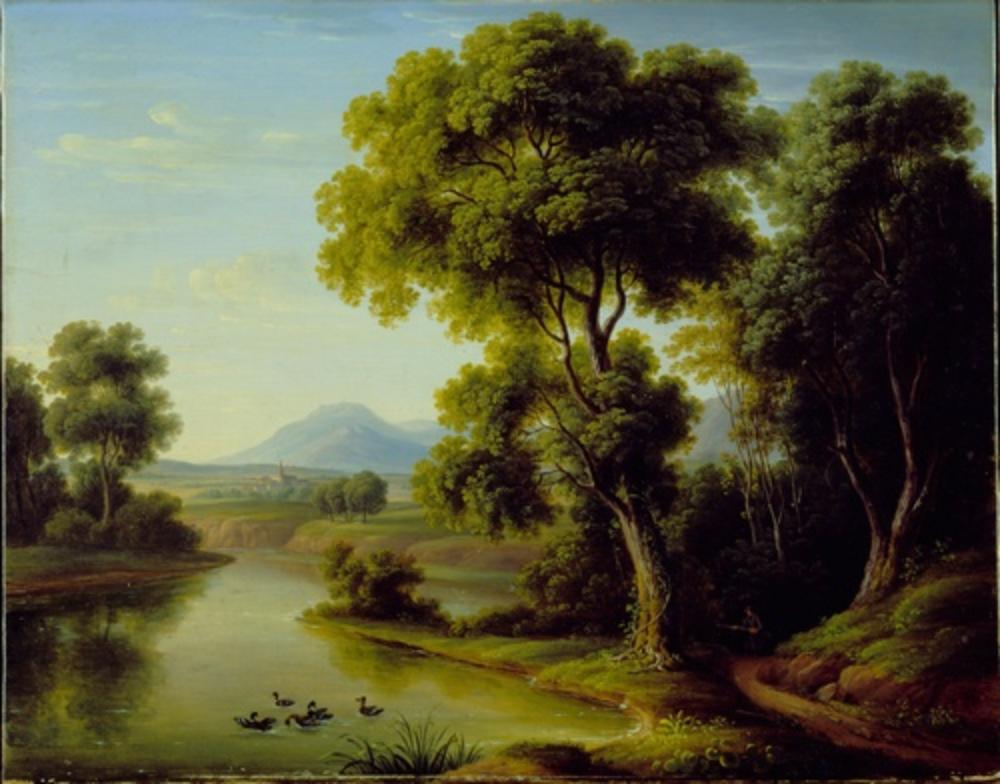
Morgenlandschaft, Ölgemälde (undatiert)
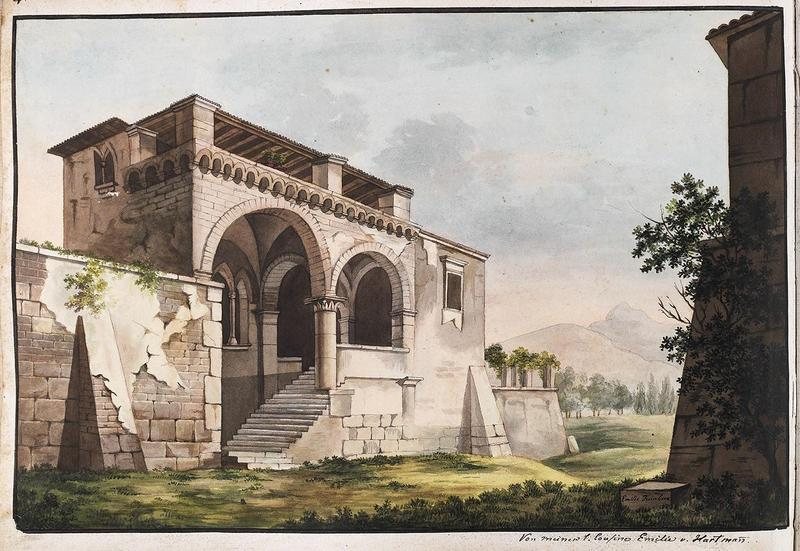
Landhaus bei Rom, Aquarell (undatiert)
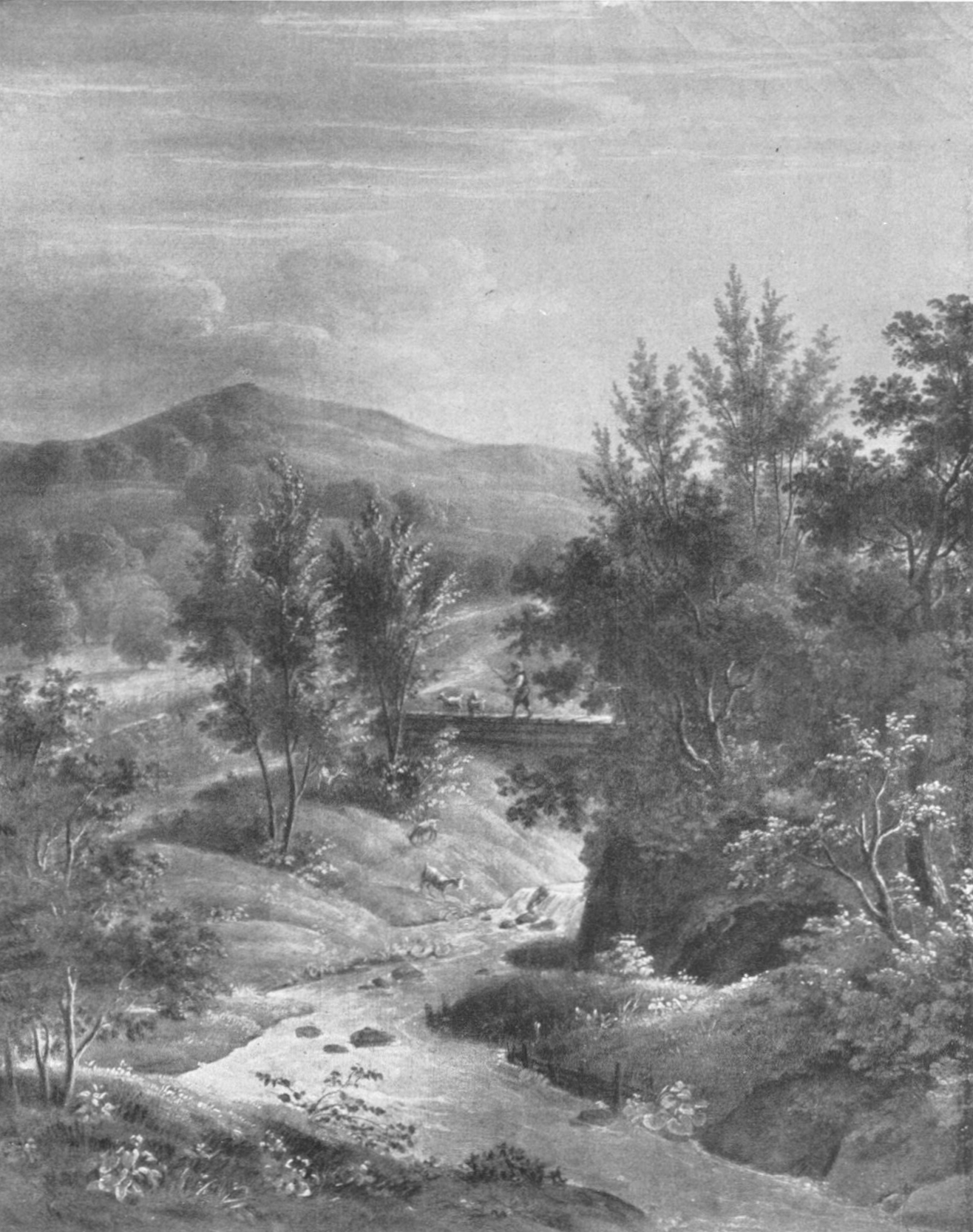
Landschaft, etwa 1840
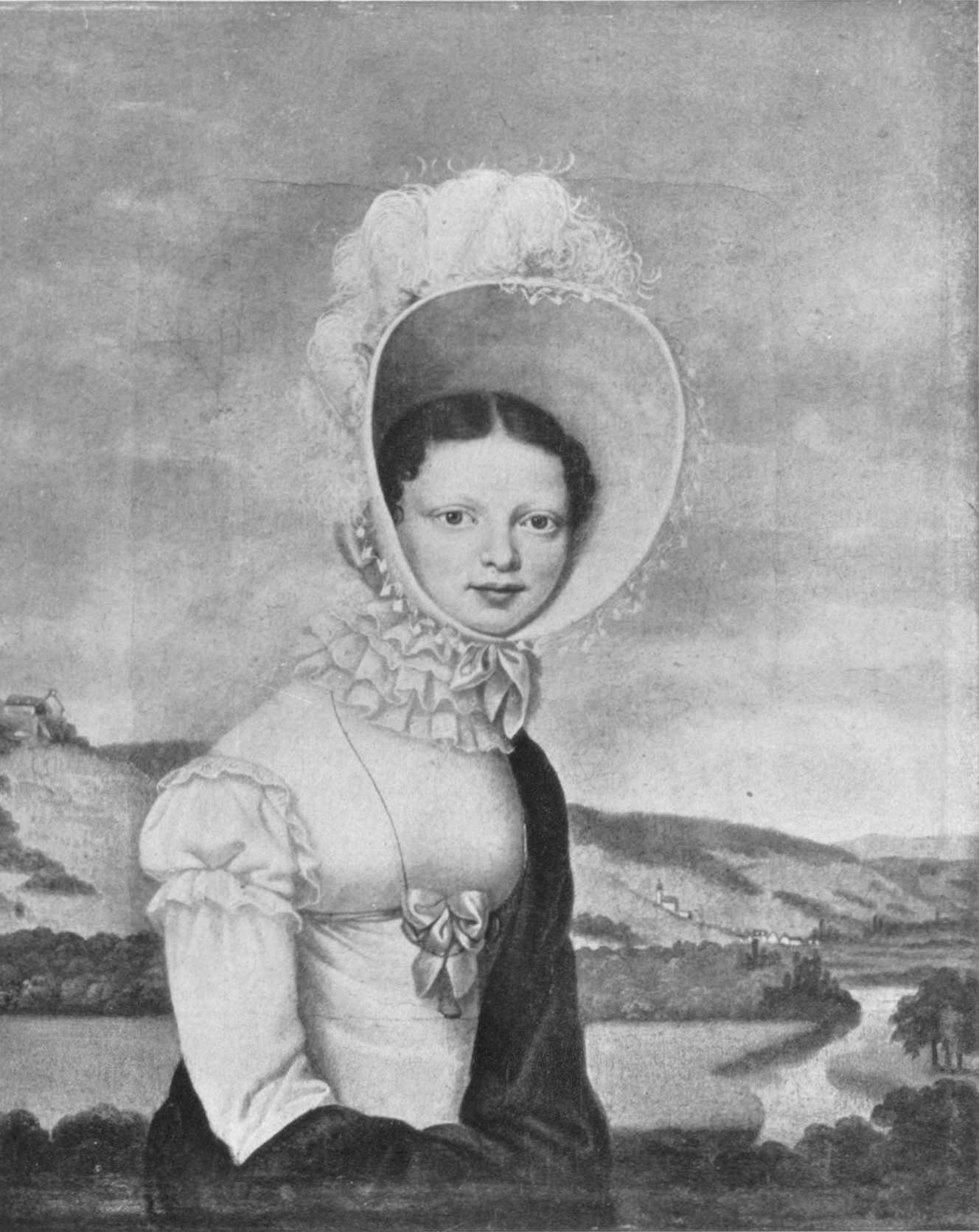
Königin Katharina von Württemberg, nach einem Gemälde von Franz Seraph Stirnbrand, nach 1819
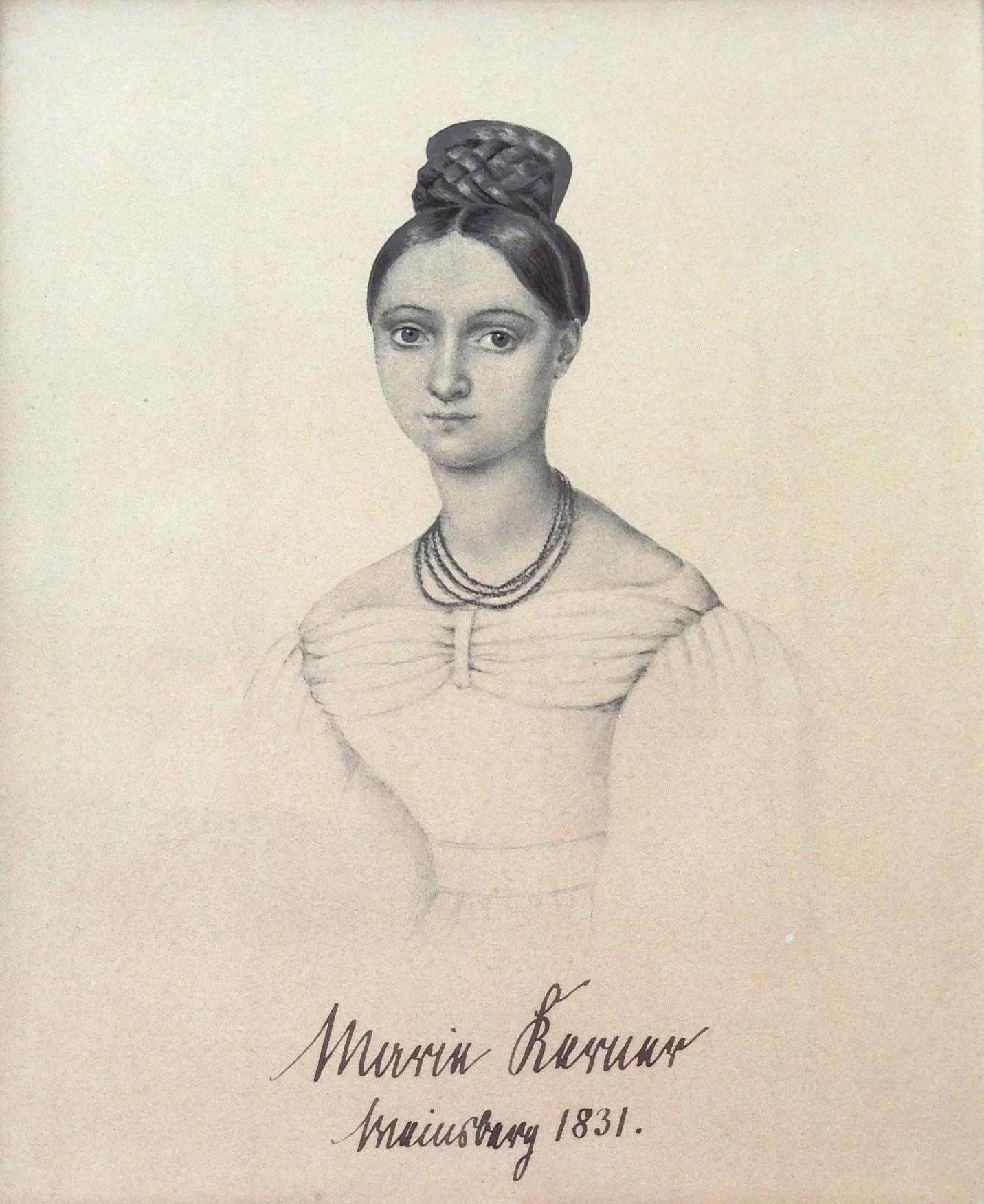
Marie Kerner, Lithographie nach einer Zeichnung von 1831

### Salonnière im Hartmann-Reinbeckschen Haus

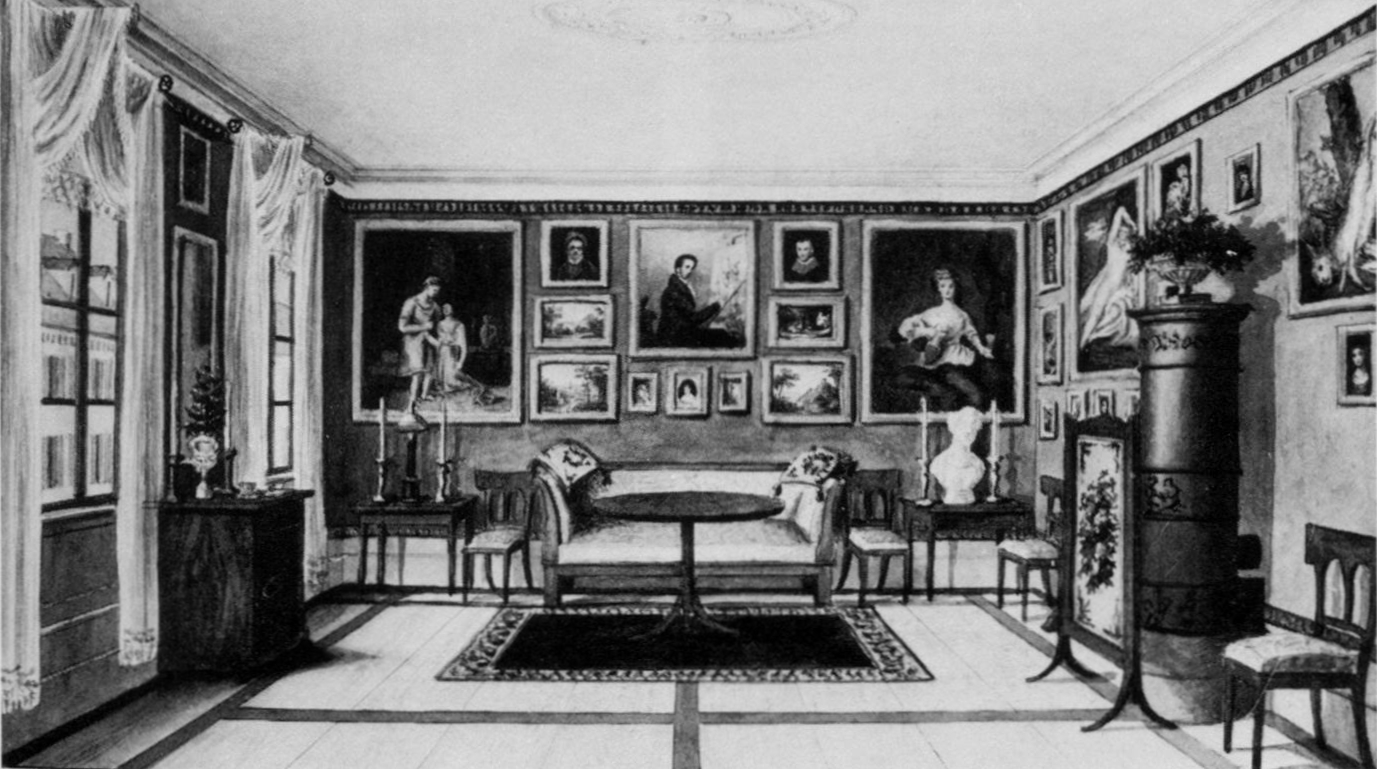
Salon des Hartmann-Reinbeckschen Hauses. Aquarell von Mariette Zöppritz, undatiert. Über dem Sofa hängt das von Emilie Reinbeck gemalte Porträt Lenaus.

Das Hartmann-Reinbecksche Haus war in den folgenden Jahren eines der überregional bedeutsamen Zentren des kulturellen Lebens in Stuttgart. Das Ehepaar Reinbeck veranstaltete regelmäßig Teegesellschaften, bei denen schwäbische Schriftsteller wie Ludwig Tieck, Jean Paul, Friedrich Rückert, Justinus Kerner, Gustav Schwab und Ludwig Uhland und auswärtige Gäste, darunter Therese Huber, Johanna Schopenhauer, Luise Duttenhofer, Sophie Schwab, Lotte Gmelin und Emma Niendorf, verkehrten.

### Freundschaft mit Nikolaus Lenau

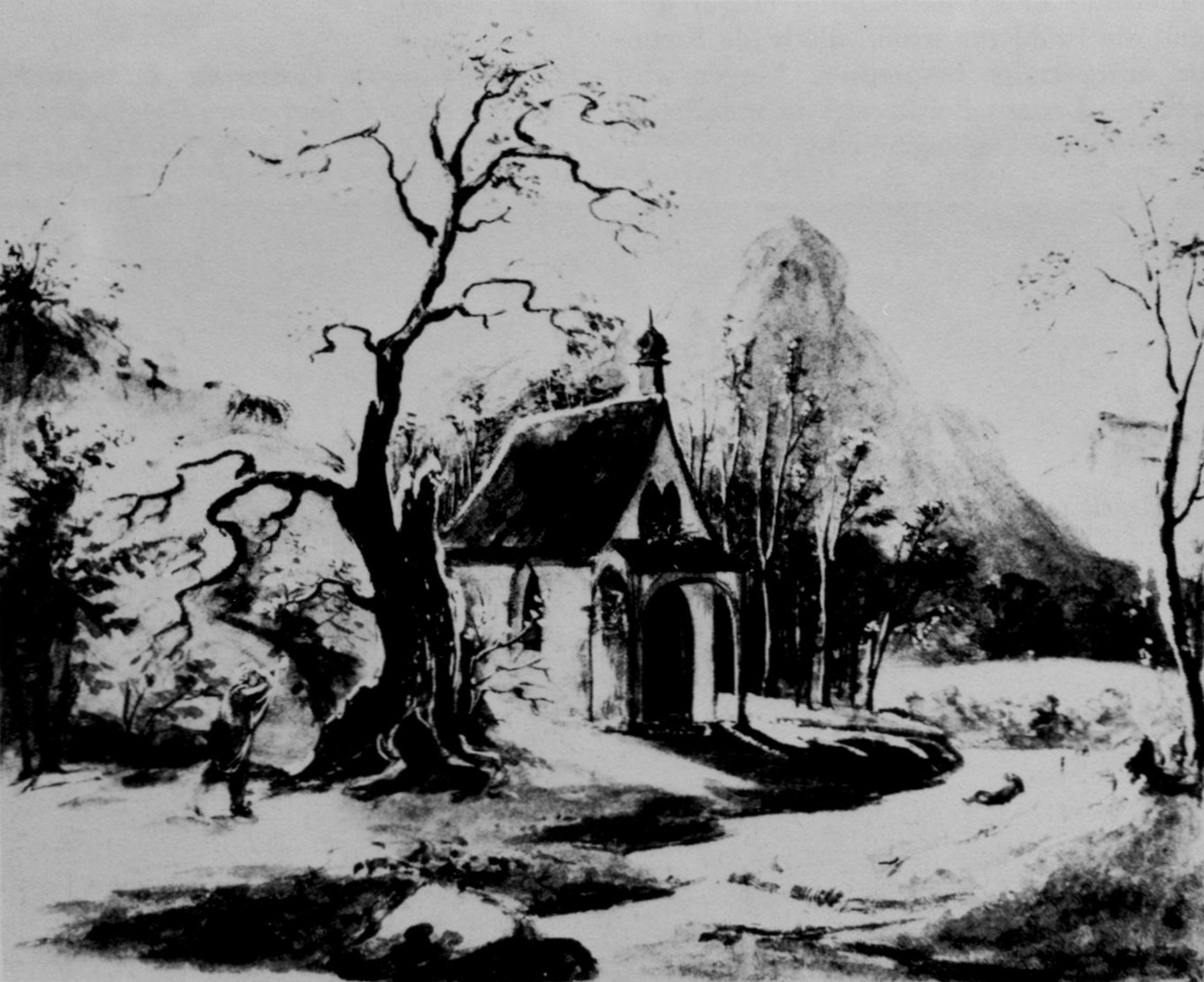
Illustration Der Wahnsinnige von Emilie Reinbeck von 1831 zu Waldkapelle von Nikolaus Lenau. Das Temperabild ist das zweite von zwei Bildern, die Reinbeck zu diesem Thema malte. Lenau schrieb dazu 1832 an einen Freund: „Herrliche Bilder! Eine Kopie hat mir meine liebe Freundin mit Wasserfarben gemacht und mitgegeben.“

Einer der Gäste des Hartmann-Reinbeckschen Hauses war ab 1832 der Schriftsteller Nikolaus Lenau, der regelmäßig bei den Reinbecks übernachtete und Emilie Reinbeck besonders bewunderte. Lenau und Emilie Reinbeck inspirierten sich gegenseitig. Lenau schrieb Gedichte zu ihren Bildern, während sie Motive aus seinen Gedichten als Motive für ihre Bilder verwendete. Reinbeck führte ein Lenau-Album, in das sie von Lenaus Gedichten inspirierte Bilder malte, darunter Bilder zu Lenaus Schilfliedern, die aus seiner leidenschaftlichen und unglücklichen Liebe zu Lotte Gmelin hervorgingen. Das Album befindet sich heute im Stadtarchiv Stuttgart. Der Literaturwissenschaftler Michael Ritter hat in seiner Lenau-Biographie Reinbeck als „Lenaus Beraterin und in gewissem Sinne damit auch Mutterersatz“ beschrieben.

Emilie Reinbecks Bilder zu Lenaus Gedichten
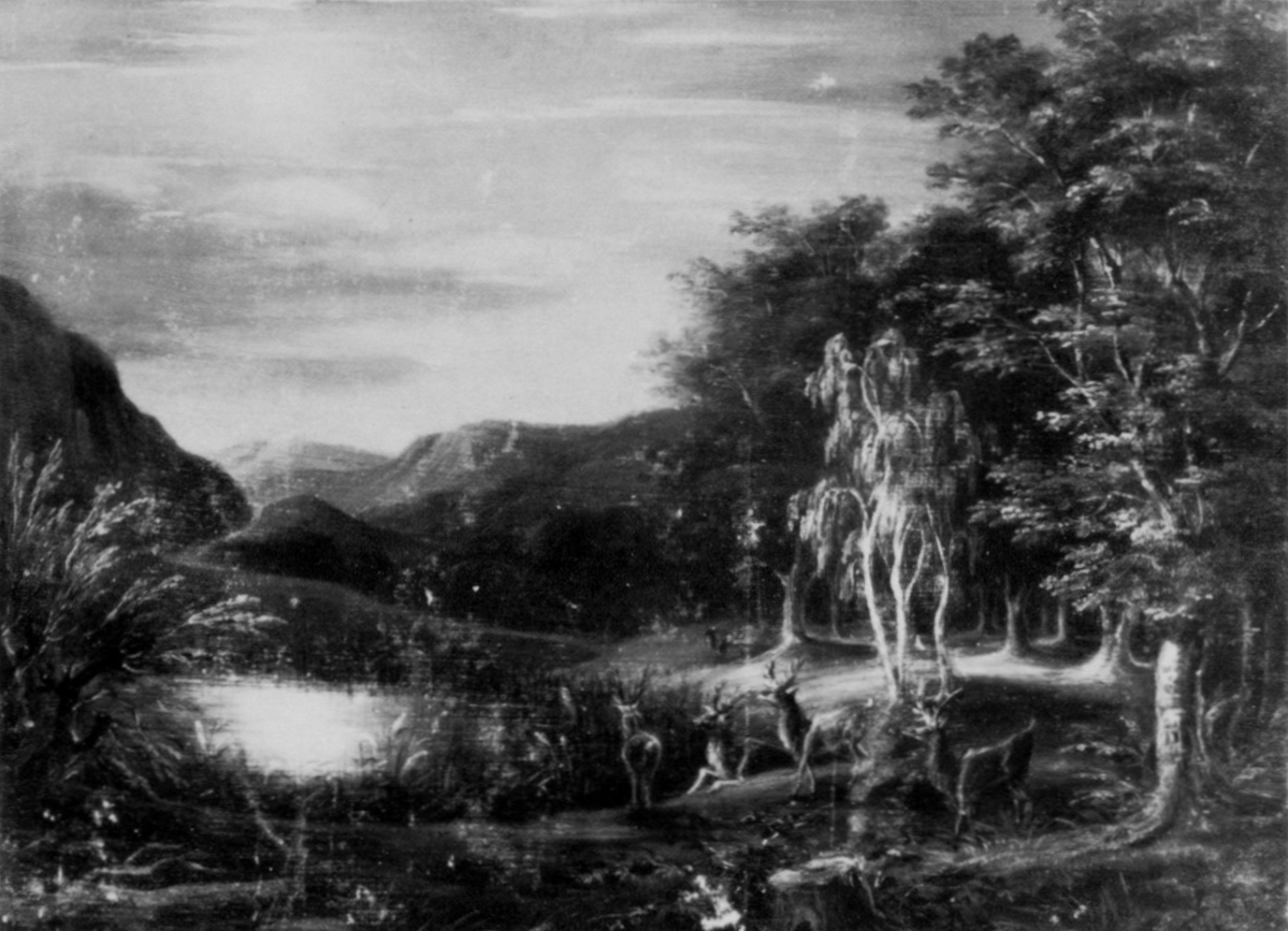
Zu Schilflied 5 („Auf dem Teich, dem regungslosen“), Ölbild (undatiert)
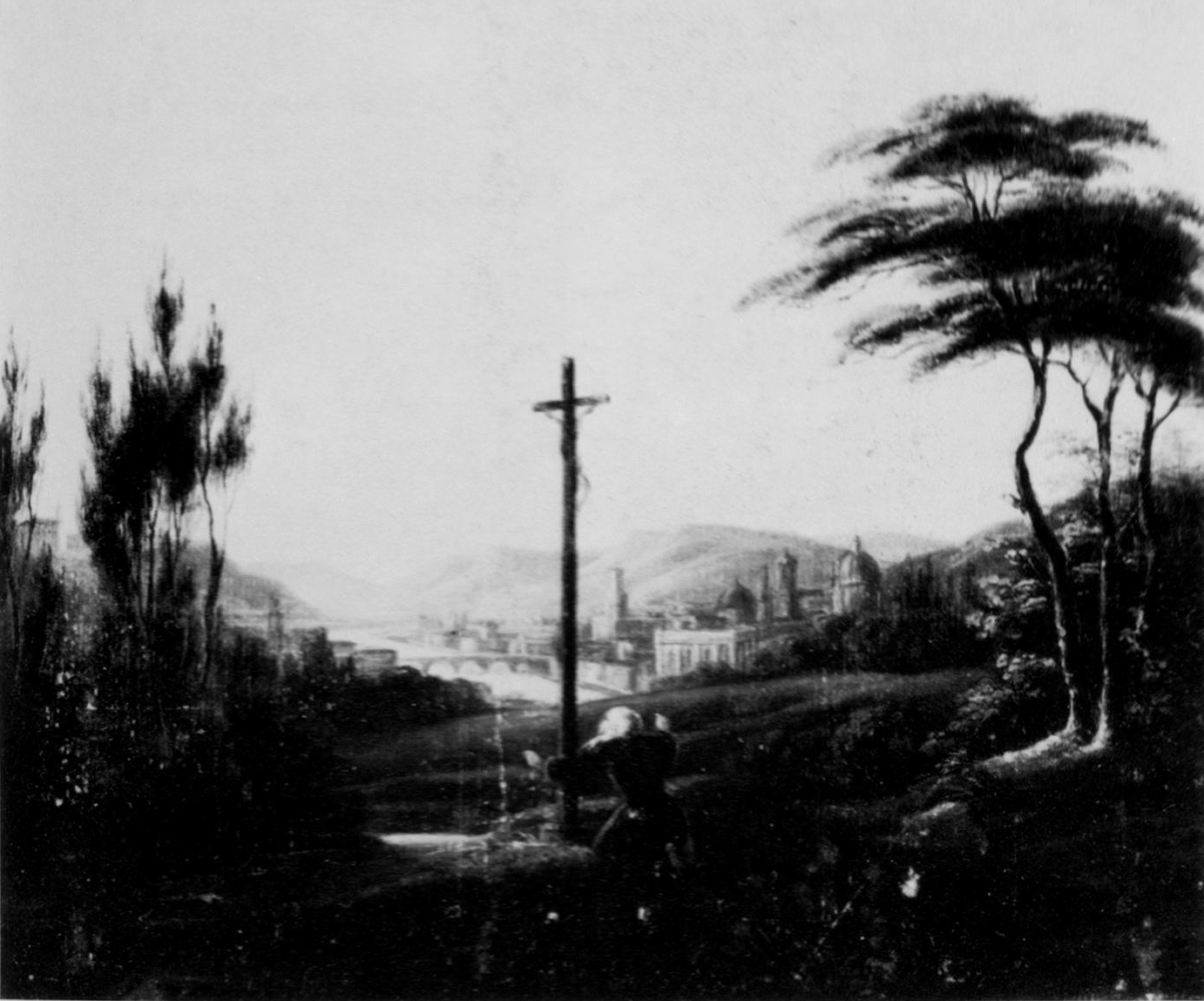
Zu Savonarola: Der alte Tubal folgt den Leuten, Ölbild (1837/38)
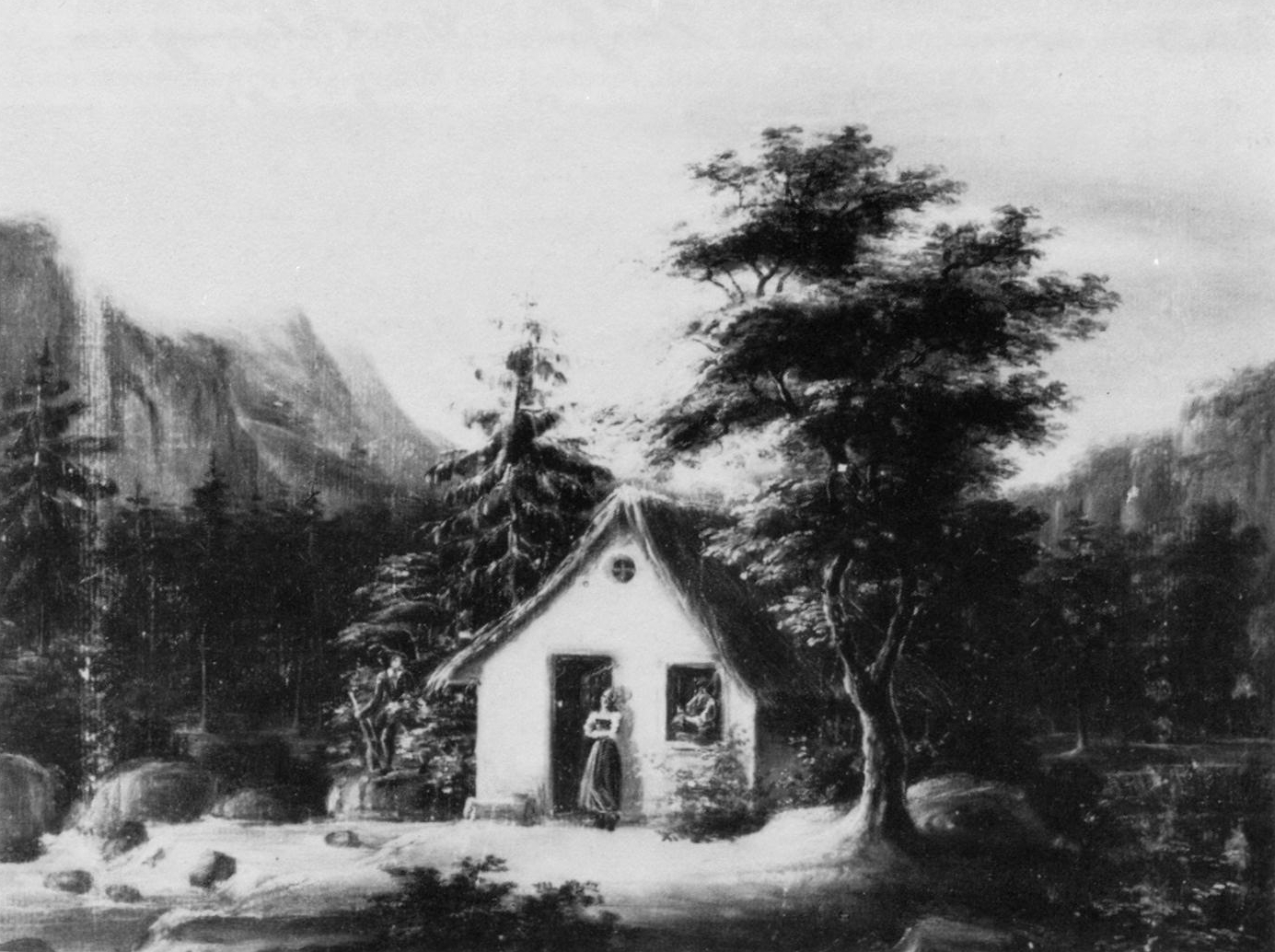
Zu Mischka („Mischkas Hüttlein mit dem Halmendach“), Ölbild (undatiert)
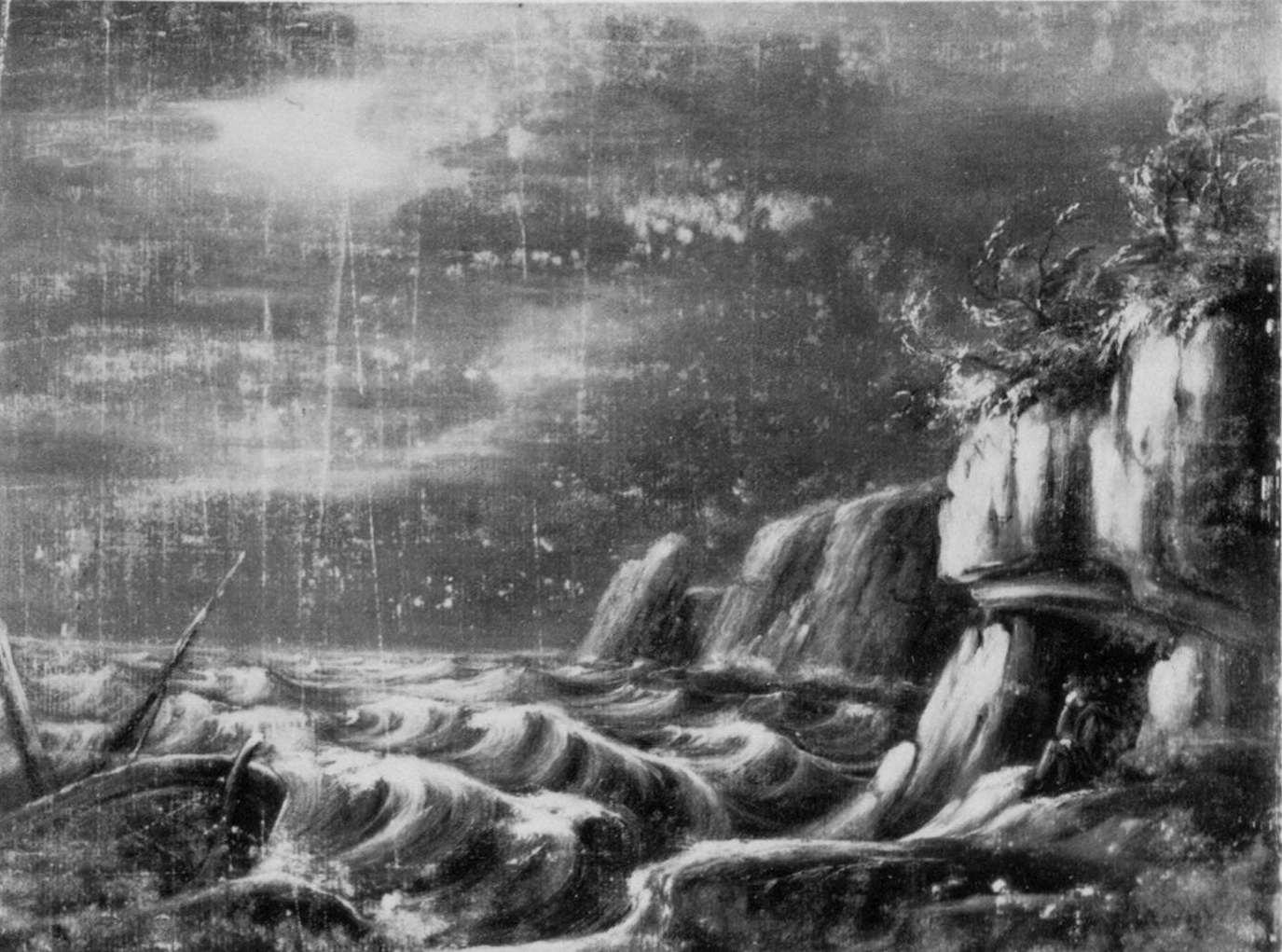
Zur Szene Fausts Tod in Faust. Ein Gedicht, Aquarell (vor 1847)

Im Jahr 1841 erkrankte Lenau im Reinbeckschen Haus schwer an Scharlach. Emilie Reinbeck pflegte ihn aufopferungsvoll. Drei Jahre später verfiel er während eines Aufenthalts bei den Reinbecks nach einem Schlaganfall in zunehmende geistige Umnachtung und wurde schließlich in eine Nervenheilanstalt eingeliefert. Emilie Reinbeck hielt das Erlebnis erschüttert in einem Bericht fest. Seine Erkrankung hätte „einen schwarzen Schleier auf den Rest meines Lebens geworfen […], den nur der Tod weg nehmen kann.“ Drei Jahre später starb Lenau.

### Tod

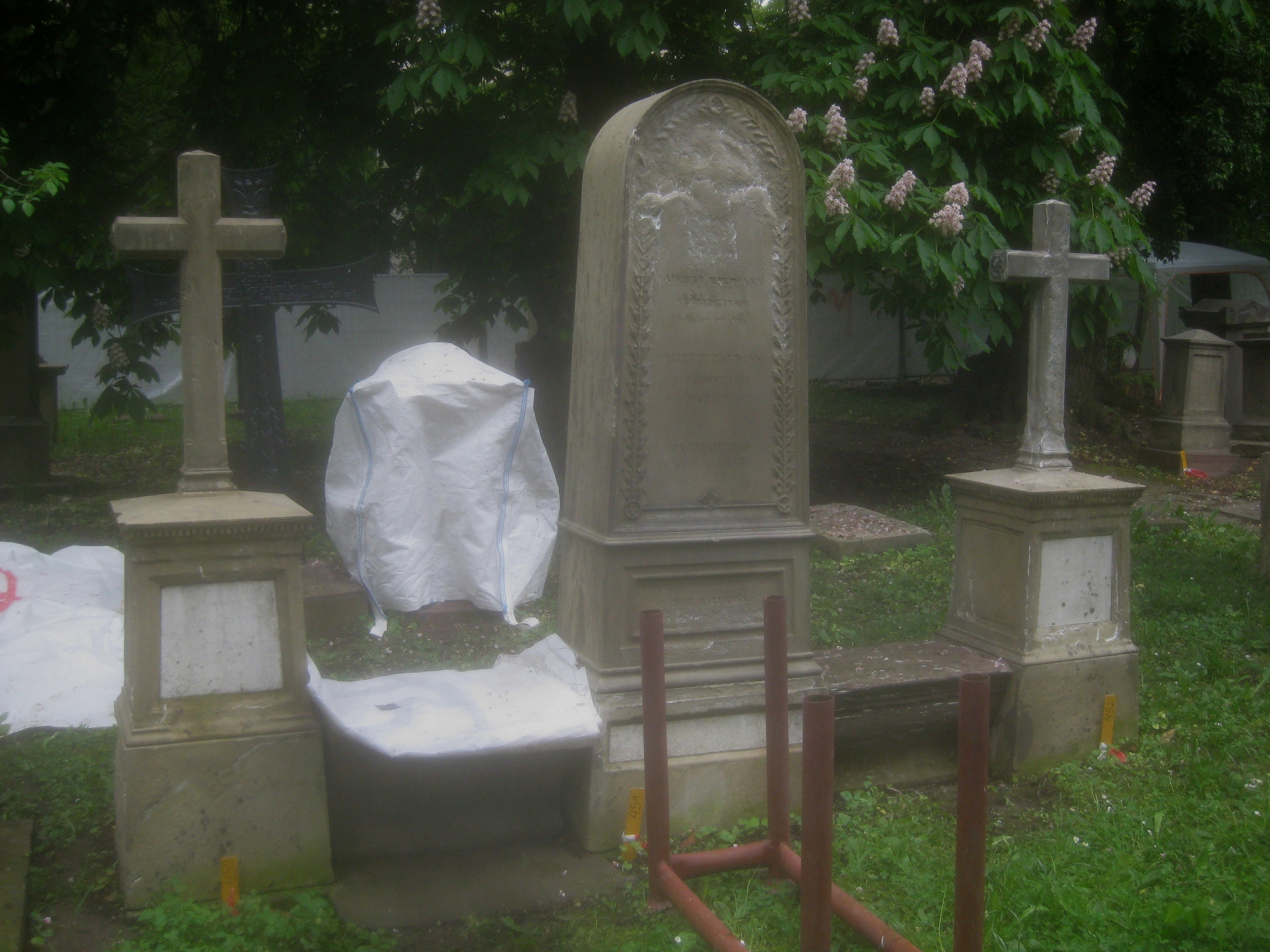
Familiengrab Hartmann-Reinbeck auf dem Hoppenlaufriedhof im Jahr 2016

Emilie Reinbeck war bereits ein Jahr vor Lenau gestorben. Die Belastungen durch Lenaus Krankheit und ihre Fürsorge für ihn sollen ihre eigene, von Kindheit an labile Gesundheit zerrüttet haben. Sie ist zusammen mit ihrem Ehemann, ihren Eltern und ihrer unverheirateten Schwester Julie Hartmann in einem Familiengrab auf dem Hoppenlaufriedhof in Stuttgart beerdigt.
Zu ihrem Tod wurde eine Festschrift mit einer Gedächtnisrede des Schriftstellers Gustav Schwab und einem von ihrem Ehemann verfassten „Lebensabriss“ veröffentlicht.

## Rezeption und Wirkungsgeschichte
Von Emilie Reinbecks ausgedehnten Briefwechseln haben sich nur wenige Briefe erhalten, darunter solche an Justinus Kerner, Emma Niendorf, Karl Mayer und an ihre Schwestern Julie Hartmann und Charlotte Hartmann. Ihre Briefe an Lenau gingen verloren. Es wird angenommen, dass dieser sie mit anderen Schriftstücken am 13. Oktober 1844 in einem Anfall zerriss und verbrannte. Dagegen haben sich Lenaus Briefe an sie erhalten. Anton Schlossar publizierte sie 1896 gemeinsam mit Emilie Reinbecks Aufzeichnungen zu Lenaus Erkrankung.
Die Schwäbische Kronik und die Neue Freie Presse veröffentlichten einzelne von Emilie Reinbecks Briefen in den 1900er Jahren. Emilie Reinbecks Briefe und Aufzeichnungen befinden sich in der Württembergischen Landesbibliothek und im Deutschen Literaturarchiv Marbach.
1913 veröffentlichte die Schriftstellerin Hertha Koenig, eine Urgroßnichte Emilie Reinbecks, eine Romanbiographie über sie, in der sie Reinbeck als eine „zögernde, von Selbstzweifeln und Zweifeln an ihrer Kunst immer wieder heimgesuchte Frau“ porträtiert. Der Roman wurde 2008 erneut aufgelegt.
1929 nahm die Frauenrechtlerin Anna Blos sie in ihre Zusammenstellung von 15 Lebensbildern schwäbischer Frauen auf, in der sie ihre Freundschaft mit Lenau in den Mittelpunkt stellte.
Für die Kulturjournalistin Irene Ferchl, die Reinbecks Leben 2007 in einer Darstellung der Stuttgarter Salons nacherzählte, veranschaulicht ihre Biografie ein typisches Frauenschicksal des 19. Jahrhunderts, nämlich die „Befangenheit in der engen Rollenzuweisung“. Ferchl bedauerte, dass sie für die Literaturwissenschaft nur unter dem Aspekt von Interesse war, dass Lenau „bei ihr wahnsinnig wurde“.
Der Literaturkritiker Tilman Krause hob 2008 hervor, dass Freunde der literarischen Romantik Emilie Reinbeck entweder gar nicht oder nur als „Fußnote zu Lenau“ kennen würden, sie aber für die schwäbische Geistesgeschichte eine Mittelpunktsfigur der literarisch-künstlerischen Geselligkeit gewesen sei.

## Veröffentlichungen (posthum)
- Anton Schlossar (Hrsg.): Briefe an Emilie von Reinbeck und deren Gatten Georg von Reinbeck 1832–1844. Nebst Emilie von Reinbecks Aufzeichn. ueber Lenaus Erkrankung 1844–1846. Bonz, Stuttgart 1896. (Digitalisat)
- Aus den Aufzeichnungen ‚Lenaus Erkranken 1844‘ im Hartmann-Reinbeckschen Hause in Stuttgart, Friedrichstraße 14. In: Waltraud Pfäfflin, Friedrich Pfäfflin (Hrsg.): Die Gräber der Dichter auf dem Stuttgarter Hoppenlau-Friedhof. Edition Vincent Klink, Stuttgart 2015, S. 195–200.

### Sachbücher und wissenschaftliche Artikel
- Deutsches Biographisches Archiv (DBA) II 1056,39–40; III 737, 87–98.
- Otto Fischer: Schwäbische Malerei des neunzehnten Jahrhunderts. Deutsche Verlags-Anstalt DVA, Stuttgart 1925, DNB 579391108.
- Emilie Reinbeck. In: Hans Vollmer (Hrsg.): Allgemeines Lexikon der Bildenden Künstler von der Antike bis zur Gegenwart. Begründet von Ulrich Thieme und Felix Becker. Band 28: Ramsden–Rosa. E. A. Seemann, Leipzig 1934, S. 346 (biblos.pk.edu.pl).
- F. von Hohenhausen: Nikolaus Lenau und Emilie Reinbeck. Eine Dichterfreundschaft. In: Westermann’s Jahrbuch der Illustrirten Monatshefte. Band 34, 1873, S. 206–214 (google.de).
- Adolf Wilhelm Ernst: Lenaus Frauengestalten. Verlag von Carl Krabbe, Stuttgart 1902, S. 131–212.
- Bernhard Gerlach: Die literarische Bedeutung des Hartmann-Reinbeckschen Hauses in Stuttgart, 1779–1849. Druck der Theissingschen Buchhandlung, Münster 1910, S. 61–69.
- Anna Blos: Frauen in Schwaben. Fünfzehn Lebensbilder. Silberburg, Stuttgart 1929, S. 110–121 (wlb-stuttgart.de).
- Nikolaus Britz: Schwäbische Frauen in Lenaus Leben und Dichten. Esslinger Lesegabe der Internationalen Lenau-Gesellschaft zum 175. Geburtstag des Dichters. W. Braumüller, Wien 1977, ISBN 3-7003-0162-6, S. 30–60.
- Karin de la Roi-Frey: Emilie Hartmann-Reinbeck – „eine schwäbische Salonière“. In: Schwäbische Heimat. Band 54, Nr. 4, 2003, S. 451–452, doi:10.53458/sh.v54i4.5989.
- Tilman Krause: „Das ist eine köstliche Frau“. Vorwort zur Neuausgabe von Hertha Koenigs „Emilie Reinbeck“. In: Tilman Krause (Hrsg.): Emilie Reinbeck. Roman über die schwäbische Romantik. Pendragon, Bielefeld 2008, ISBN 978-3-934872-16-5, S. 5–21.
- Waltraud Pfäfflin, Friedrich Pfäfflin: Emilie Reinbeck. In: Die Gräber der Dichter auf dem Stuttgarter Hoppenlau-Friedhof. Edition Vincent Klink, Stuttgart 2015, S. 193–200.
- Irene Ferchl: Lesekränzle und Salons. Stuttgarts literarische Gesellschaft im 19. Jahrhundert. Stuttgarts literarische Gesellschaft im 19. Jahrhundert (Tagungsbeitrag). In: Online-Texte der Evangelischen Akademie Bad Boll. Evangelische Akademie Bad Boll, Bad Boll 2007 (ev-akademie-boll.de [PDF]).

### Belletristik
- Hertha Koenig: Emilie Reinbeck. Roman über die schwäbische Romantik. Pendragon, Bielefeld 2008, ISBN 978-3-934872-16-5.